# Schloss Hampersberg

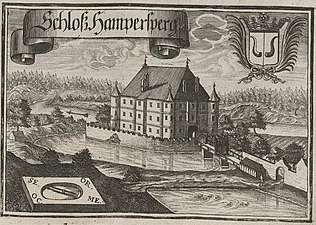
Schloss Hampersperg nach einem Stich von Michael Wening (1701)

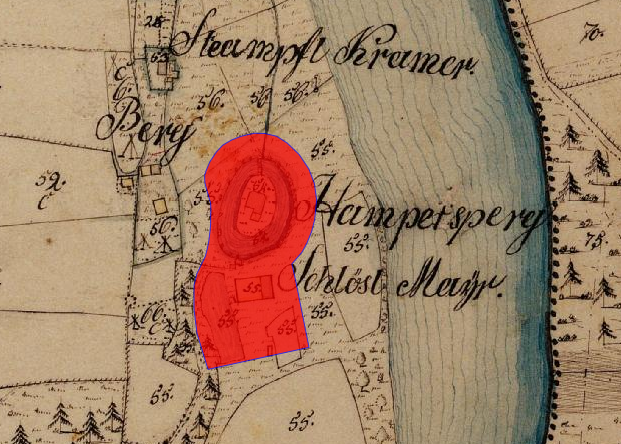
Lageplan von Schloss Hampersberg auf dem Urkataster von Bayern

Schloss Hampersberg war ein Schloss südlich von Gars am Inn im Landkreis Mühldorf am Inn auf der Innterrasse nahe der Rainbachmündung in den Inn. Die Anlage wird als Bodendenkmal unter der Aktennummer D-1-7839-0038 im Bayernatlas als „Wasserburgstall des späten Mittelalters und der frühen Neuzeit ("Schloss Hampersberg") mit zugehörigem Wirtschaftshof“ geführt. 

## Geschichte
Eine Burg wurde wohl von den Grafen von Haag errichtet und kam 1412 an die Ritter von Pernbeck. Christoph Elsenhaimer veranlasste um 1569 die Errichtung eines Neubaus anstelle des früheren gotischen Baus. Hampersberg hatte Hofmarkrechte, d. h. das Recht der niederen Gerichtsbarkeit, die seit 1577 auch Kirchthambach umfassten. Die nachfolgenden Besitzer, die Fugger von Schwindegg, verkauften das Schloss 1731 an das Kloster Gars. 1751 als Schloss aufgelassen, wurde der Bau um 1790 als Altbau verkauft und um 1804 abgerissen. Heute ist der Standort mit einem Haus von 1821 überbaut.
Das Wasserschloss war ein kompakter dreigeschossiger Renaissancebau mit vier runden Ecktürmen. Ein Modell von Schloss Hampersberg befindet sich im Haager Landesmuseum.